# Тюрье (кантон)
Тюрье́ (фр. Turriers) — кантон во Франции, находится в регионе Прованс — Альпы — Лазурный Берег, департамент Альпы Верхнего Прованса. Входит в состав округа Форкалькье.
Код INSEE кантона — 0428. Всего в кантон Тюрье входит 7 коммун, из них главной коммуной является Тюрье.

## Коммуны кантона
| Коммуна      | Население, чел. (2006) | Почтовый индекс | Код INSEE |
| ------------ | ---------------------- | --------------- | --------- |
| Бейон        | 257                    | 04250           | 04023     |
| Бельаффер    | 143                    | 04250           | 04026     |
| Вантроль     | 188                    | 05130           | 04234     |
| Жигор        | 52                     | 04250           | 04093     |
| Пьегю        | 136                    | 05130           | 04150     |
| Тюрье        | 404                    | 04250           | 04222     |
| Фокон-дю-Кер | 49                     | 04250           | 04085     |

## Население
Население кантона на 2007 год составляло 1 251 человек.
| 1962 | 1968 | 1975 | 1982 | 1990 | 1999  | 2006  | 2007  | 2008 |
| ---- | ---- | ---- | ---- | ---- | ----- | ----- | ----- | ---- |
| 731  | 836  | 776  | 799  | 909  | 1 033 | 1 229 | 1 251 | —    |